# Kōhei Fukuyama
Kōhei Fukuyama (福山康平, Fukuyama Kōhei), né le 13 mars 1998 à Tokyo, est un acteur et pianiste japonais.

## Biographie
Au printemps 2013, alors qu'il donne un récital de piano, Kōhei Fukuyama est remarqué par un agent qui l'encourage à tenter une carrière dans l'industrie du divertissement. Représenté par Horipro, il décide alors de devenir comédien.
Par la suite, il est sélectionné parmi 300 candidats pour incarner Hyoro dans le long métrage Prophecy (2015) inspiré du manga éponyme de Tetsuya Tsutsui. Dès lors, il s'illustre à la fois au cinéma, à la télévision et au théâtre.
Courant 2017, il fait ses premiers pas sur les planches dans La guerre de Troie n'aura pas lieu de Jean Giraudoux.
Dès 2019, il rejoint la franchise d'action à succès HiGH&LOW (en) en tant que Kisuke Ujihara (Jamuo / Jam Man).
En parallèle, il poursuit ses études dans le Département de langue et de culture, en Faculté de langue et de culture, à l'Université des études étrangères de Tokyo. Il obtient son diplôme en 2020.
Toujours en 2020, il s'essaie pour la première fois à la comédie musicale avec Ikiru, basée sur le classique Vivre de Akira Kurosawa.
Pendant deux ans, entre 2022 et 2024, il campe Albus Potter dans Harry Potter et l'Enfant maudit aux côtés de Tatsuya Fujiwara, Osamu Mukai et Genki Hirakata (lesquels interprètent en alternance Harry Potter) ou encore Rena Sasamoto (Hermione Granger).
En 2025, il est annoncé au casting de Wild Grey. Cette biographie musicale et romancée se centre sur la relation entre Oscar Wilde (Yūsuke Hirose), Robert Ross (Sōichi Hirama) et Alfred Douglas (Fukuyama).

## Carrière

### Filmographie partielle
Cinéma
- 2015 : Prophecy : Hyoro (film live d'après le manga éponyme de Tetsuya Tsutsui)
- 2017 : Kokoro ga sakebitagatterunda : Yamaji Kazuharu (film live d'après le long métrage d'animation Jun, la voix du cœur[7])
- 2022 : HiGH&LOW THE WORST : Kisuke Ujihara alias Jamuo / Jam Man
- 2023 : One-Percent Warrior : Akira

Télévision
- 2016 : Botchan : Megane
- 2016 : Ōfuku Shokan : Junichi Nagata adolescent
- 2017 : Play Ball 1942 : Wataru Noguchi
- 2017 : CODE:MIRAGE : Kikuchi Ayumu (épisode 21)
- 2017 : Moribito shirīzu - Seireinomoribito II kanashiki hakai-shin : Chikisa
- 2018 : Moribito shirīzu - Seireinomoribito III sai shūshō : Chikisa
- 2018 : Mob Psycho 100 : Kaito Shiratori (drama d'après le manga éponyme de ONE)
- 2018 : Innocent Days : Mitsuhiro Toyama
- 2018 : Saigo Don : Shumaru Iwakura
- 2019 : Idaten : Yahei Miura
- 2019 : HiGH&LOW THE WORST Episode : Kisuke Ujihara alias Jamuo / Jam Man
- 2020 : 6 from HiGH&LOW THE WORST : Kisuke Ujihara alias Jamuo / Jam Man

### Performances scéniques

#### Pièces de théâtre
- 2017 : La guerre de Troie n'aura pas lieu : Troïlus
- 2018 : Anna Christie : Larry
- 2018 : Hisoyaka na Kesshō : ? (d'après le roman Cristallisation secrète de Yōko Ogawa)
- 2019 : Saihin Zensen : le matelot de deuxième classe Uemura (d'après un récit de Hayao Miyazaki[8])
- 2022 - 2024 : Harry Potter et l'Enfant maudit : Albus Potter[1]

#### Comédies musicales
- 2020 : Ikiru : ensemble (d'après le film Vivre de Akira Kurosawa)
- 2025 : Wild Grey : Alfred Douglas[9]

## Crédit d'auteurs
- (ja) Cet article est partiellement ou en totalité issu de l’article de Wikipédia en japonais intitulé « 福山康平 » (voir la liste des auteurs).